# ده فرمان (قسمت اول)
ده فرمان (اپیزود اول) اولین قسمت از مجموعهٔ ده‌قسمتی ده فرمان ساختهٔ کریشتوف کیشلوفسکی است
این مجموعه بین سالهای ۱۹۸۸ تا ۱۹۸۹ میلادی ساخته شد. کیشلوفسکی به‌همراه کشیشتف پیسیویچ فیلمنامهٔ این مجموعه را به نگارش درآوردند.

## خلاصه داستان
من خدا هستم، پروردگار تو. هیچ‌کس را جز من خدای خود مدان
حکایت، داستان پدر (کریشتف) و پسری‌ست که زمان را کنار هم، آنگونه که انتظارش را داری می‌گذرانند. پسرک (پاول)، باهوش است و عینک از چشمانش جدا نمی‌شود. از آن قشر کودکانی که کنجکاوی شیرینی دارند. پدر برنامه‌نویس است و با کامپیوترهای ذغالی آن زمان، به گذران زندگی مشغول است. داستان فرعی دلدادگی پسرک و دختر همسایه به نظر روتین و معمولی می‌آید. عمهٔ مذهبی پسرک، پدر گریزان از دین و پاول ماجراجو روزمرگی‌های از جنس زندگی اروپای شرقی دارند. گذر زمان و تقاضای پسرک برای پاتیناژ بر روی یخ‌های رودخانه، زندگی آنها را از روال طبیعی خود خارج می‌کند. برنامهٔ کامپیوتری که پدر نوشته و قطر یخ رودخانه را مناسب پاتیناژ می‌داند، اجازهٔ این پاتیناژ را به پاول می‌دهد، غافل از آنکه…